# 孟闻琴蛙
孟闻琴蛙（学名：Nidirana mangveni），一种分布于中华人民共和国浙江省和江西省的两栖动物，隶属于蛙科琴蛙属。模式产地为中国浙江省磐安县大盘山。种加词取自中国两栖爬行类动物学专家张孟闻的名字，以感谢其对中国两栖爬行动物分类的贡献。本种过去长期被鉴定记录为弹琴蛙（Nidirana adenopleura）。

## 形态特征
孟闻琴蛙体型大，身体细长。雄蛙体长53.6～59.7毫米，雌蛙体长59.7～65.1毫米。身体躯干先端背面光滑，后端粗糙，整个背面棕色；体侧上部橄榄棕色，下部乳白色；四肢背面棕色，前肢先端具一纵行黑色斑纹，后肢有黑色横斑；身体腹面为乳白色。